# Chapuisia sjoestedti
Chapuisia sjoestedti es un coleóptero de la familia Chrysomelidae. Fue descrita científicamente en 1903 por Jacoby.